# Холи Валанс
Холи Рејчел Кенди (енгл. Holly Rachel Candy; рођена Вукадиновић, енгл. Vukadinović; Мелбурн, 11. мај 1983), позната под псеудонимом Холи Валанс (енгл. Holly Valance), аустралијска је глумица, певачица и манекенка.

## Детињство и младост
Рођена је у Мелбурну од оца Србина Рајка Вукадиновића и мајке Енглескиње Рејчел. Њен отац је био музичар, пијаниста и такође манекен у млађим годинама у Београду. Отац је такође у сродству са комичарем Бени Хилом. Мајка јој је била манекенка у Уједињеном Краљевству. Има две сестре Коко и Олимпију, и све три имају аустралијско-британско држављанство. Одрасла је у Мелбурну, а преселила се у Уједињено Краљевство где је живела две године када се преселила у Лос Анђелес.

## Каријера
Као тинејџерка, глумила је на аустралијској сапуници Neighbours као Фелисити „Флик“ Скели. Валанс је напустила серију 2002. године да би започела музичку каријеру. Њена песма Kiss Kiss је кавер верзија песме Şımarık, издат 2002. године. Први албум  је издат 14. октобра 2002. године. Њен задњи албум  је издат почетком новембра 2003. године. Касније, Холи је одлучила да прекине музичку каријеру зато што више није заинтересована за снимање музике.
Године 2004. глумила је у неколико епизода на телевизијским серијама Истражитељи из Мајамија и Свита, а следеће године у Истражитељи из Њујорка.
Године 2006. глумила је у америчкој ТВ серији Бекство из затвора као Ника Волек током прве сезоне. Године 2008. је глумила у филму 96 сати са Лијамом Нисоном.

## Приватни живот
Дана 29. септембра 2012. године се удала за Ника Кендија у Беверли Хилсу, Калифорнија. У новембру следеће године Валанс је родила прву бебу у Лондону.

## Филмографија
- Neighbours (1999—2005)
- Истражитељи из Мајамија (2004)
- Свита (2005)
- Истражитељи из Њујорка (2005)
- Бекство из затвора (2005—2006)
- Dead or Alive (2006)
- Moonlight (2007)
- Shark (2007)
- Valentine (2008)
- 96 Сати (2008)
- X Returns (2009)
- Kambakkht Ishq (2009)
- Luster (2010)
- Agatha Christie's Marple (2011)
- Big Mamma's Boy (2011)
- Red Herring (2012)

## Дискографија
| Година | Назив | Издавач |
| ------ | ----- | ------- |
| 2002.  |       |         |
| 2003.  |       |         |